# Campeonato mundial B de hockey patines masculino de 2012
El XV Campeonato mundial de hockey sobre patines masculino se celebró en Uruguay en 2012, con la participación de nueve Selecciones nacionales masculinas de hockey patines: las tres últimas clasificadas en el Campeonato mundial A de hockey patines masculino de 2011 más otras seis por libre inscripción. Todos los partidos se disputaron en el Estadio Sergio Matto de la ciudad de Canelones.
Los tres primeros clasificados ascendieron al Campeonato mundial A de hockey patines masculino de 2013, aunque un mes antes el subcampeón Inglaterra renunció a participar, ocupando su lugar en el Mundial A Uruguay como cuarto clasificado del Mundial B.

## Equipos participantes
De las 9 selecciones nacionales participantes del torneo, 3 son de Europa, 2 de América, 2 de Asia y 2 de África. 
| Austria      |
| Egipto       |
| Inglaterra   |
| Israel       |
| Macao        |
| México       |
| Países Bajos |
| Sudáfrica    |
| Uruguay      |

## Grupo A
| Equipo       | Pts | PJ | PG | PE | PP | GF | GC | DG |
| ------------ | --- | -- | -- | -- | -- | -- | -- | -- |
| Austria      | 9   | 3  | 3  | 0  | 0  | 10 | 3  | +7 |
| Países Bajos | 6   | 3  | 2  | 0  | 1  | 11 | 7  | +4 |
| Macao        | 3   | 3  | 1  | 0  | 2  | 13 | 17 | -4 |
| Israel       | 0   | 3  | 0  | 0  | 3  | 5  | 13 | -8 |

|              | Bandera de Israel | Bandera de Macao | Bandera de los Países Bajos | Bandera de Austria |
| ------------ | ----------------- | ---------------- | --------------------------- | ------------------ |
| Israel       |                   |                  |                             |                    |
| Macao        | 6-5               |                  |                             |                    |
| Países Bajos | 3-0               | 8-5              |                             |                    |
| Austria      | 4-0               | 4-3              | 2-0                         |                    |

## Grupo B
| Equipo     | Pts | PJ | PG | PE | PP | GF | GC | DG  |
| ---------- | --- | -- | -- | -- | -- | -- | -- | --- |
| Sudáfrica  | 12  | 4  | 4  | 0  | 0  | 23 | 9  | +14 |
| Inglaterra | 6   | 4  | 2  | 0  | 2  | 18 | 12 | +6  |
| Uruguay    | 6   | 4  | 2  | 0  | 2  | 19 | 15 | +4  |
| Egipto     | 6   | 4  | 2  | 0  | 2  | 16 | 22 | -16 |
| México     | 0   | 4  | 0  | 0  | 4  | 15 | 33 | -18 |

|            | Bandera de México | Bandera de Egipto | Bandera de Uruguay | Bandera de Inglaterra | Bandera de Sudáfrica |
| ---------- | ----------------- | ----------------- | ------------------ | --------------------- | -------------------- |
| México     |                   |                   |                    |                       |                      |
| Egipto     | 9-6               |                   |                    |                       |                      |
| Uruguay    | 9-5               | 5-2               |                    |                       |                      |
| Inglaterra | 8-2               | 3-4               | 4-2                |                       |                      |
| Sudáfrica  | 7-2               | 8-1               | 4-3                | 4-3                   |                      |

## Fase Final

### Campeonato
|  | Cuartos de final | Cuartos de final |              |         | Semifinales            | Semifinales            |  |  | Final       | Final |
|  |                  |                  |              |         |                        |                        |  |  |             |       |
|  | 28 noviembre     |                  |              |         |                        |                        |  |  |             |       |
|  |                  |                  |              |         |                        |                        |  |  |             |       |
|  | Austria          | 4                |              |         |                        |                        |  |  |             |       |
|  | Austria          | 4                | 30 noviembre |         |                        |                        |  |  |             |       |
|  | Egipto           | 1                |              |         |                        |                        |  |  |             |       |
|  | Egipto           | 1                | Inglaterra   | 6       |                        |                        |  |  |             |       |
|  | 28 noviembre     |                  | Inglaterra   | 6       |                        |                        |  |  |             |       |
|  |                  | Austria          | 2            |         |                        |                        |  |  |             |       |
|  | Inglaterra       | Austria          | 2            | 3       |                        |                        |  |  |             |       |
|  | Inglaterra       |                  | 1 diciembre  | 3       |                        |                        |  |  |             |       |
|  | Macao            | 1                |              |         |                        |                        |  |  |             |       |
|  | Macao            | 1                | Inglaterra   | 3       |                        |                        |  |  |             |       |
|  | 28 noviembre     |                  | Inglaterra   | 3       |                        |                        |  |  |             |       |
|  |                  | Sudáfrica        | 4            |         |                        |                        |  |  |             |       |
|  | Países Bajos     | Sudáfrica        | 4            | 2       |                        |                        |  |  |             |       |
|  | Países Bajos     | 30 noviembre     |              | 2       |                        |                        |  |  |             |       |
|  | Uruguay          | 6                |              |         |                        |                        |  |  |             |       |
|  | Uruguay          | 6                | Uruguay      | 1       | Tercer y cuarto puesto | Tercer y cuarto puesto |  |  |             |       |
|  | 28 noviembre     |                  | Uruguay      | 1       | Tercer y cuarto puesto | Tercer y cuarto puesto |  |  |             |       |
|  |                  | Sudáfrica        | 6            |         |                        |                        |  |  |             |       |
|  | Sudáfrica        | Sudáfrica        | 6            | 5       | Uruguay                | 1                      |  |  |             |       |
|  | Sudáfrica        |                  |              | 5       | Uruguay                | 1                      |  |  |             |       |
|  | Israel           | 0                |              | Austria | 3                      |                        |  |  |             |       |
|  | Israel           | 0                |              |         | 3                      |                        |  |  |             |       |
|  |                  |                  |              |         |                        |                        |  |  | 1 diciembre |       |
|  |                  |                  |              |         |                        |                        |  |  |             |       |

### 5° al 9° playoff
| Equipo       | Pts | PJ | PG | PE | PP | GF | GC | DG  |
| ------------ | --- | -- | -- | -- | -- | -- | -- | --- |
| Países Bajos | 12  | 4  | 4  | 0  | 0  | 24 | 13 | +11 |
| Macao        | 9   | 4  | 3  | 0  | 1  | 25 | 16 | +9  |
| Israel       | 6   | 4  | 2  | 0  | 2  | 23 | 13 | +10 |
| México       | 3   | 4  | 1  | 0  | 4  | 18 | 28 | -10 |
| Egipto       | 0   | 4  | 0  | 0  | 4  | 13 | 33 | -20 |

|              | Bandera de Egipto | Bandera de México | Bandera de Israel | Bandera de Macao | Bandera de los Países Bajos |
| ------------ | ----------------- | ----------------- | ----------------- | ---------------- | --------------------------- |
| Egipto       |                   |                   |                   |                  |                             |
| México       | 6-4               |                   |                   |                  |                             |
| Israel       | 10-0              | 10-3              |                   |                  |                             |
| Macao        | 8-5               | 7-5               | 7-1               |                  |                             |
| Países Bajos | 9-4               | 7-4               | 3-2               | 5-3              |                             |